# Gmina Župa dubrovačka
Gmina Župa dubrovačka (chorw. Općina Župa dubrovačka) – gmina w Chorwacji, w żupanii dubrownicko-neretwiańskiej. Gmina znajduje się w bezpośrednim sąsiedztwie Dubrownika, tuż przy granicy z Bośnią i Hercegowiną. W 2011 roku liczyła 8331 mieszkańców.
Powierzchnia gminy wynosi 22,8 km². U wejścia do zatoki znajdują się trzy małe, niezamieszkane wyspy: Supetar, Mrkan i Bobara.

## Miejscowości
Gmina składa się z następujących miejscowości:

- Brašina
- Buići
- Čelopeci
- Čibača
- Donji Brgat
- Gornji Brgat
- Grbavac
- Kupari
- Makoše
- Mandaljena
- Martinovići
- Mlini
- Petrača
- Plat
- Soline
- Srebreno
- Zavrelje

## Zniszczenia wojenne

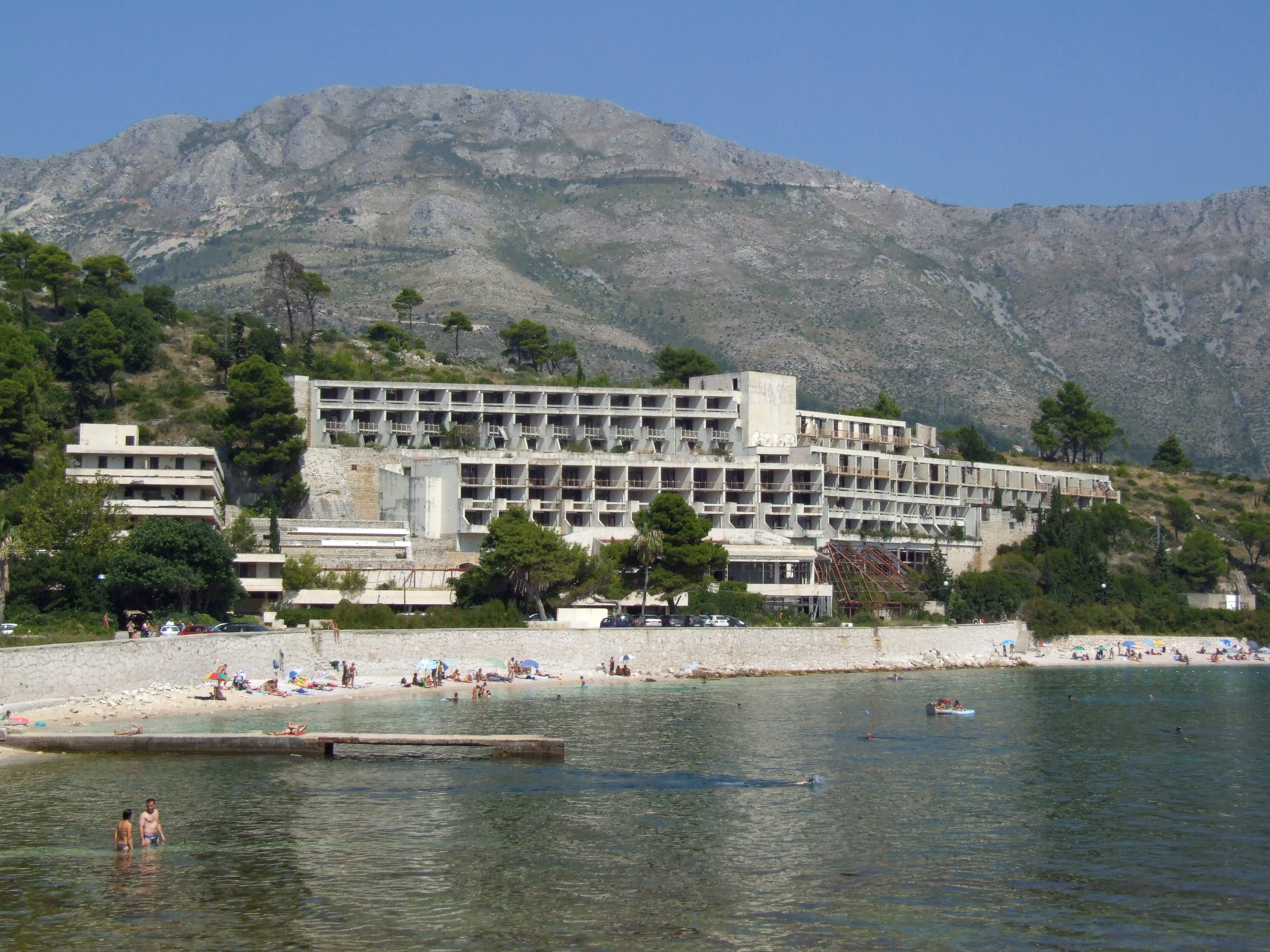
Zniszczony hotel w Kupari

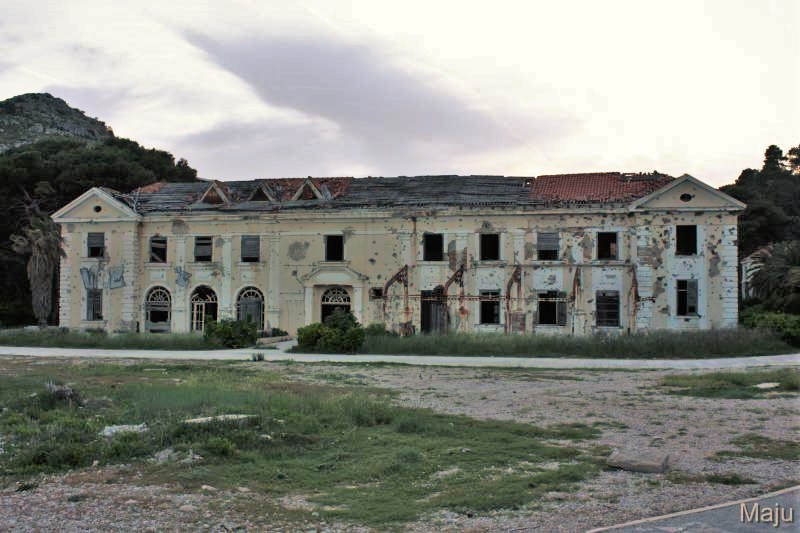
Zniszczona willa w Kupari

W wiosce Kupari, w małej zatoczce, kilkaset metrów od plaż Župy dubrovačkiej, znajduje się kilka zniszczonych podczas wojny domowej dużych hoteli i willa. Obiekty te po dziś dzień niszczeją.